# رودریگو سوزا سیلوا
رودریگو سوزا سیلوا (به پرتغالی: Rodrigo Souza Silva) هافبک اهل برزیل است که در شهر Ipatinga و در تاریخ ۲۴ نوامبر ۱۹۸۷ به دنیا آمده‌است.
رودریگو سوزا سیلوا در تیم‌های فوتبال اتلتیکو مینیرو سابقهٔ حضور دارد.